# Hugo Haase
Pour les articles homonymes, voir Haase.
Hugo Haase (né le 29 septembre 1863 à Allenstein, de nos jours Olsztyn, en Prusse-Orientale, mort le 7 novembre 1919 à Berlin) est un homme politique social-démocrate et pacifiste allemand.

## Biographie
Hugo Haase est le fils d'un cordonnier juif. Après son Abitur, il fait des études de droit et de sciences administratives à Königsberg, où il devient avocat en 1890. Lors de nombreux procès, il défend des sociaux-démocrates qui sont persécutés pour des raisons politiques, entre autres Otto Braun. Haase lui-même est membre du Parti social-démocrate d'Allemagne (SPD) depuis 1887.
En 1911, il est élu président du SPD avec August Bebel, et plus tard avec Friedrich Ebert. Il doit démissionner en 1916 à cause de sa critique de la Première Guerre mondiale et de la politique de la majorité du SPD pendant la guerre.
En représentant le Parti social-démocrate indépendant d'Allemagne (USPD) nouvellement créé, dont Haase devient président après Pâques 1917, il est membre du Conseil des commissaires du peuple à partir de novembre 1918, et le gère en collaboration avec Friedrich Ebert. Il en démissionne avec les deux autres commissaires de l’USPD en décembre 1918, à cause de l'ordre d'Ebert de réprimer les soldats révolutionnaires de la marine.
L’USPD remporte 7,6 % des votes dans les élections du 19 janvier 1919. Haase reste président du groupe parlementaire de l'USPD au parlement à Weimar jusqu'à sa mort : un déséquilibré lui tire dessus à Berlin en octobre 1919, il en meurt quelques semaines plus tard.